# Ланьси (Цзиньхуа)
Ланьси́ (кит. упр. 兰溪, пиньинь Lánxī) — городской уезд городского округа Цзиньхуа провинции Чжэцзян (КНР).

## История
Во времена империи Тан в 674 году был образован уезд Ланьси (兰溪县), названный так по древнему названию реки Ланьцзян. После монгольского завоевания он был поднят в статусе и в 1296 году стал областью Ланьси (兰溪州), но после свержения власти монголов и образования империи Мин область в 1370 году снова стала уездом.
После образования КНР в 1949 году из уезда Ланьси был выделен в отдельную структуру город Ланьси; и город, и уезд вошли в состав созданного тогда же Специального район Цзиньхуа (金华专区). В 1950 году город Ланьси был расформирован, а его территория вернулась в состав уезда Ланьси. В 1960 году был расформирован уезд Пуцзян, а его территория была разделена между уездами Ланьси и Иу, но в 1966 году уезд Пуцзян был воссоздан.
В 1973 году Специальный район Цзиньхуа был переименован в Округ Цзиньхуа (金华地区).
В мае 1985 года постановлением Госсовета КНР округ Цзиньхуа был разделён на городские округа Цзиньхуа и Цюйчжоу; уезд Ланьси вошёл в состав городского округа Цзиньхуа и был преобразован в городской уезд.

## Административное деление
Городской уезд делится на 6 уличных комитетов, 7 посёлков, 2 волости и 1 национальную волость.